# Meteora (Linkin Park)
Meteora és el segon disc d'estudi de la banda de rock nord-americana Linkin Park. Va ser llançat el 25 de març de 2003, a través de Warner Bros i va registrar entorn dels 800.000 discs venuts la mateixa setmana que es va posar a la venda. Records, després de Reanimation, un àlbum de col·laboració que va incloure remixes de cançons incloses al seu àlbum d'estudi de debut de 2000 Hybrid Theory. L'àlbum va ser produït per la banda juntament amb Don Gilmore. El títol Meteora prové dels monestirs ortodoxos grecs que originalment porten el nom.
Meteora ha venut al voltant de 16 milions de còpies a tot el món, el que el converteix en el vuitè àlbum més venut del segle XXI. Està certificat 8 × platí per la Recording Industry Association of America (RIAA). Va ocupar el lloc número 36 del Billboard Top 200 Albums de la dècada del 2000.
El febrer de 2023, es va anunciar que la banda llançaria una edició del 20è aniversari de Meteora el 7 d'abril de 2023. Van llançar una sortida mai escoltada de l'àlbum titulada "Lost" com a senzill principal de la reedició.

## Composicio i gravació
L'any 2000, Linkin Park va treballar amb el productor musical Don Gilmore per gravar i llançar el seu àlbum debut, Hybrid Theory. L'escriptura inicial d'un segon àlbum es remunta a principis del 2001, mentre encara feia gira per donar suport a Hybrid Theory. La banda havia escrit unes vuitanta demos diferents durant la seva Hybrid Theory World Tour i LP Underground Tour, en només vuit mesos. Les idees de cançons aproximades escrites llavors trobarien la seva camí a l'àlbum final; notablement la introducció de "Somewhere I Belong". Bennington li va gravar notes de guitarra, però va trobar que sonava massa folk rock. No obstant això, Shinoda i Joe Hahn la van reelaborar, afegint-hi efectes, i després la van tocar al revés, modelant-la en alguna cosa amb la qual la banda estava contenta. Segons explica Shinoda: "Des que el vaig invertir, estava tocant 4-3-2-1. La progressió d'acords es va invertir. Després el vaig tallar en quatre peces i el vaig tocar 1-2-3-4. I això és per què té aquest so ampli."
| «                                                                             | Realment hem après el significat de la pressió. Però no va ser la pressió de gent externa. Va ser la pressió artística de nosaltres mateixos. No pots controlar l'èxit comercial d'un disc, així que no té sentit invertir-hi energia. Però la qualitat del vostre disc depèn completament de vosaltres, i no podeu culpar ningú més si escriviu cançons de merda. Abans de fer Meteora, vaig escoltar Hybrid Theory i Reanimation, i vaig dir: "Amic, estic molt orgullós d'aquests discos. No recordo com ho vam fer. això, i no sé com ho tornarem a fer. Aleshores, afortunadament, vam poder invertir-nos plenament en el procés durant 18 mesos, i això ens va ajudar a fer un gran registre. | » |
| — Brad Delson, parlant sobre els antecedents d'escriptura de l'àlbum amb MTV, | |   |

Abans de llançar un segon àlbum, la banda va optar per llançar un àlbum de remixes, Reanimation, el 2002, produït pel membre de la banda Mike Shinoda. L'experiència va portar la banda a voler coproduir el seu segon àlbum, mentre encara treballava amb Gilmore, amb l'esperança d'ampliar el so de Hybrid Theory amb idees més experimentals. A principis de 2002, després de la gira, l'escriptura va continuar a l'estudi de casa de Mike, allà va començar la preproducció de l'àlbum. La banda va treballar per parelles durant el procés d'escriptura, mentre que Shinoda sempre va participar en totes les cançons. L'enregistrament de les cançons va utilitzar principalment Pro Tools, mentre que la banda va utilitzar el mètode tradicional d'escriptura, a l'estudi principal. Al juny, es va acabar la preproducció i la banda es va dirigir a la producció principal. La banda va finalitzar Don Gilmore com a productor. Quan es va publicar Reanimation, la banda havia començat a escriure el contingut principal. Rob Bourdon va passar vuit hores al dia a l'estudi per a la gravació de l'àlbum. A l'agost, la banda va entrar a NRG Studios, ja que Bennington també va començar a escriure cançons amb la banda.
En el disc Meteora es reflecteix a la perfecció, l'estil de Linkin Park però innova amb una estètica de carrer, influenciada pel graffiti. L'àlbum continua sent Linkin Park.
El disc Meteora és un àlbum molt melòdic i sentimental. Amb un total de 13 cançons, es va alternant un estil de Nu Metal, majoritari, i una mica de Rock Alternatiu. Com és típic d'aquest grup en aquest disc també s'inclou una cançó instrumental, Session.

## Llista de cançons
1. Foreword - 0.13
2. Don't Stay - 3.07
3. Somewhere I belong - 3.33 va ser el primer videoclip, i un dels senzills del disc. Va ser el número 1 al "New Zeland Modern Rock Tracks" i també al "U.S. Modern Rock Tracks".
4. Lying From You - 2.55
5. Hit The Floor - 2.43
6. Easier To Run - 3.24
7. Faint - 2.42
8. Figure 09 - 3.17
9. Breaking The Habit - 3.16
10. From The Inside - 2.54
11. Nobody's Listening - 2.58
12. Session - 2.37
13. Numb - 3.05 és l'última cançó i un dels senzills del disc. En el seu videoclip es mostra una noia solitària, que no té amics, i que és rebutjada allà on va. Va arribar al número 11 del Billboard Hot 100, i al número 1 a les llistes de vendes Mainstream, World Rock i al Modern Rock.